# NBank

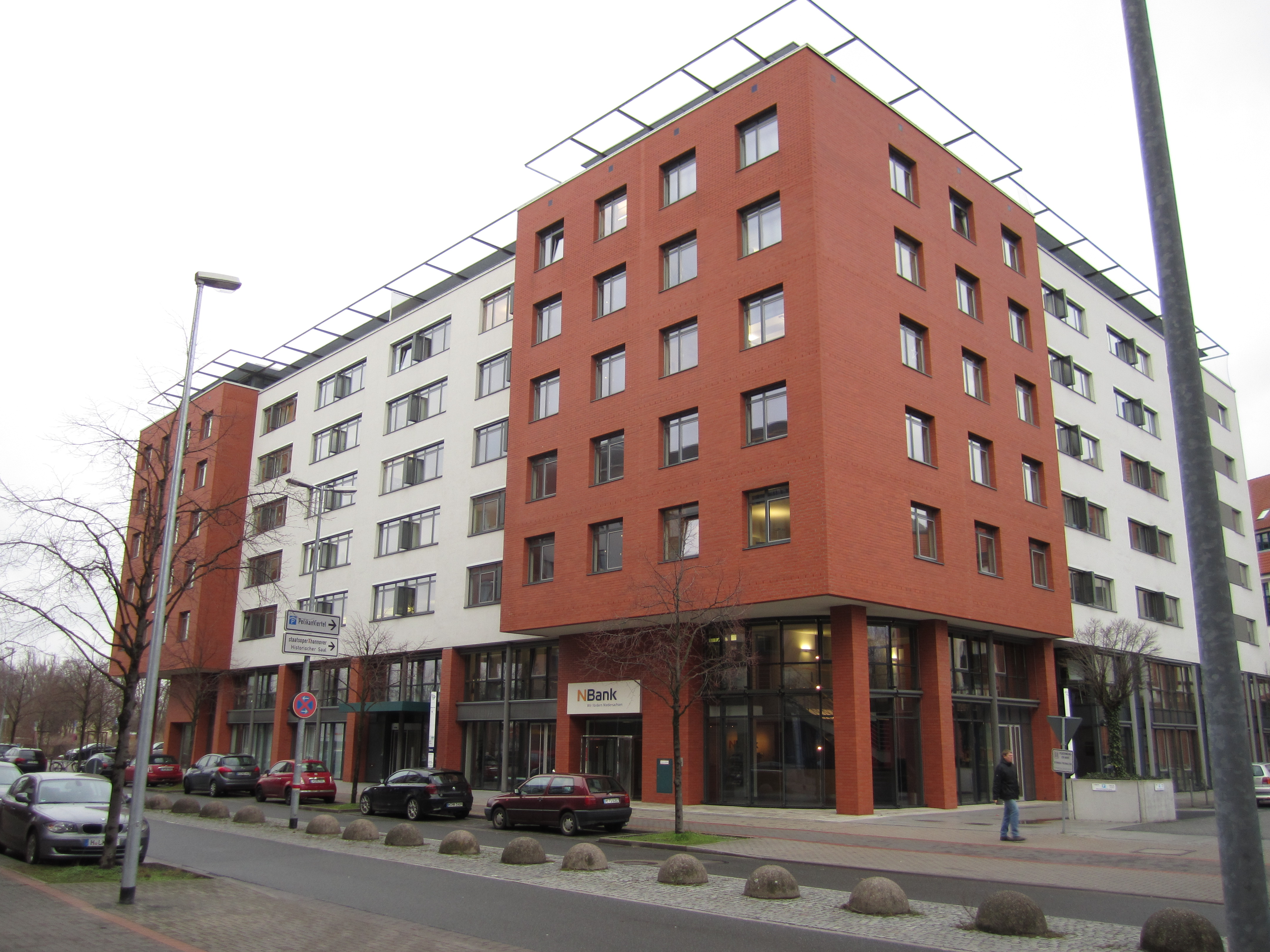
Zentrale in Hannover

Die NBank ist die Investitions- und Förderbank des Landes Niedersachsen mit Sitz in Hannover. Am 1. Januar 2004 hat sie ihr operatives Geschäft aufgenommen. Als Anstalt öffentlichen Rechts gehört die NBank zu 100 Prozent zum Land Niedersachsen.
Die Geschäftstätigkeit der NBank ist einerseits durch ihren Förderauftrag, andererseits durch ihre Eigenschaft als Bank geprägt. In Niedersachsen ist die NBank für die Beratung und Bewilligung der Förderprogramme aus Landes-, Bundes- und EU-Mitteln zuständig. Zum Aufgabenbereich zählen als Landesförderinstitut die Wirtschafts-, Arbeitsmarkt-, Wohnraum- und Infrastrukturförderung. 
Die NBank vergibt Kredite und Zuschüsse an Unternehmen, Kommunen, Bildungseinrichtungen, Mittelstand, Existenzgründende und Selbständige. Zur flächendeckenden Beratung verfügt die NBank neben ihrer Zentrale in Hannover über Geschäftsstellen in Braunschweig, Lüneburg, Oldenburg und Osnabrück.
In weiteren Geschäftsbereichen dokumentiert sie die Preisentwicklung am niedersächsischen Wohnungs- und Grundstücksmarkt, nimmt an EU – Verbundprojekten zur Nutzung von Energieressourcen teil und vermittelt Kontakte in Wissenschaft und Unternehmen in der EU (EEN Niedersachsen). Sie stellt das Dach für die  NBank Capital Beteiligungsgesellschaft mbH für kleine und mittlere Unternehmen sowie die NCapital – Plattform für Beteiligungskapital zur Wagniskapitalbeschaffung in größeren Beträgen.

## Gremien und Organe
Der Vorstand der NBank besteht aus Michael Kiesewetter (Vorstandsvorsitzender) und Sonja Schwarz.
Der Verwaltungsrat besteht aus sieben Mitgliedern. Vorsitzender ist Frank Doods, Staatssekretär im Niedersächsischen Ministerium für Wirtschaft, Bauen, Verkehr und Digitalisierung.
Der Beirat besteht aus 26 Mitgliedern. Die Beiratsmitglieder sind in der Regel von Kammern, Wirtschafts-, Sozial-, Kommunal-, Banken- und Wohnungsverbänden entsandt. Vorsitzender des Beirats ist Volker Müller, Hauptgeschäftsführer der Unternehmerverbände Niedersachsen.